# 篠田豊
篠田 豊（しのだ ゆたか、1943年4月11日 - ）は、日本のジャーナリスト、国際政治学者。

## 略歴
満洲生まれ。別名・篠田侑尚（ゆうしょう）。1966年慶應義塾大学経済学部卒、ダルエスサラーム大学大学院政治科修了。毎日新聞外信部記者ののち、聖学院大学経済学部教授、江戸川大学教授を務めた。

## 著書
- 『アフリカの青い風 第2巻 (モザンビーク有情)』門土社 1983
- 『アフリカの青い風 第1巻 (ダルエスサラーム留学記)』門土社 1984
- 『苦悶するアフリカ』1985 岩波新書
- 『アパルトヘイト,なぜ? 南アの実情,歴史,そして私たち』1985 岩波ブックレット
- 『米ソ首脳会談 レーガンとゴルバチョフ』篠田侑尚 教育社 入門新書 時事問題解説 1985
- 『ブッシュ政権 大統領とそのマシーン』三一書房 1989

### 翻訳
- セイモア・M.ハーシュ『目標は撃墜された 大韓航空機事件の真実』文芸春秋 1986